# Халиуллин, Рамиль Исмагилович
Рамиль Исмагилович Халиуллин (род. 24 ноября 1942 года, Казань, ТатАССР, СССР) — советский и российский педагог, народный учитель Российской Федерации (2000).

## Биография
Родился 24 ноября 1942 года в городе Казани в семье рабочего.
Вместе с аттестатом о среднем образовании получил квалификацию лаборанта химика-аналитика II разряда, в школьные годы принимал участие во Всесоюзной выставке и был награждён медалью.
В 1967 году — окончил отделение биологии и химии естественно-географического факультета Казанского государственного педагогического института, в годы учёбы — неоднократно избирался председателем студенческого научного общества.
С 1967 по 2009 годы — работал в средней школе № 80 г. Казани учителем химии и биологии, заместителем директора по учебно-воспитательной работе, в настоящее время — на пенсии.
Являлся членом редколлегии журнала РТ «Магариф», членом ученого Совета ИПКРО, членом районной аттестационной комиссии, руководителем районного методического объединения учителей химии.
В 1987 году был избран депутатом Казанского городского совета депутатов.
В 1987 году избирался делегатом учительских съездов Татарстана и России.
Автор 35 работ, 2 книг, автор перевода с русского на татарский язык учебников «Химия-8», «Химия-10», «Неорганическая химия. Для классов с углубленным изучением химии».

## Награды
- Народный учитель Российской Федерации (2000)
- Медаль «В ознаменование 100-летия со дня рождения Владимира Ильича Ленина» (1970)
- Медаль Н. К. Крупской (1995)
- Заслуженный учитель РСФСР (1990)
- Знак «Победитель социалистического соревнования» (1973, 1975)
- Отличник народного просвещения РСФСР (1980)
- Грамота Республики Татарстан (1998)